# Yuki Otsu
Yuki Otsu (n. 24 martie 1990) este un fotbalist japonez.

## Statistici
| Japonia | Japonia | Japonia |
| An      | Meciuri | Goluri  |
| ------- | ------- | ------- |
| 2013    | 2       | 0       |
| Total   | 2       | 0       |